# Wing chun
Wing chun, wing tsun of ving tsun is een vechtkunst uit het zuidoosten van China. Het is een zuidelijke stijl uit de vechtsport kungfu waarin de nadruk ligt op korte en snelle bewegingen. De stijl vindt zijn oorsprong in een van de Shaolin-kloosters. Dit zijn kloosters die oorspronkelijk in China gesticht werden, waar verscheidene kungfu-stijlen werden beoefend.
Wing chun is gericht op vechten op korte afstand. De bekendste beoefenaars van deze vechtkunst waren Yip Man en diens leerling Bruce Lee.

## Oorsprong

### Geschiedenis
Wing chun vindt zijn oorsprong in het zuiden van China, ten tijde van de oorlogen tegen de Mantsjoese Qing-dynastie. De legende wil dat de Shaolin-tempel overvallen en platgebrand werd door soldaten van de Mantsjoes. Dezen vreesden dat de Shaolin te sterk gingen worden door de beheersing van de kungfu. De meeste inwoners van de tempel werden door verraad gedood, maar toch konden vijf grootmeesters ontsnappen.
Onder de vluchtelingen bevond zich de boeddhistische non Ng Mui, de oudste van de vijf en enige vrouw in de Shaolin-tempel. Zij vestigde zich in de ‘Witte Kraanvogel-tempel’ aan de Taï Leung-berg. Daar wijdde ze haar tijd aan de vechtkunsten en mediteerde om zich te kunnen wreken op de verraders van de Shaolin-tempel. Om dit te kunnen doen was het noodzakelijk een nieuw vechtsysteem te ontwikkelen dat beter zou zijn dan de Shaolin-kungfu. Ze zou alle zwakke punten van de Shaolin-technieken gebruiken in haar voordeel.
Op een dag was ze getuige van een gevecht tussen een slang en een kraanvogel - andere legenden spreken over een vos en een kraanvogel. Ze zag dat de slang in cirkels rond de kraanvogel gleed in de hoop een fatale aanval te kunnen doen. De kraanvogel bleef in het midden en draaide de hele tijd, om zo frontaal tegenover de slang te blijven. De slang bleef in cirkels bewegen rond de poten van de kraanvogel en ontweek de bekaanvallen om telkens bliksemsnel tot de aanval over te gaan. Dit gevecht bleef enige tijd doorgaan, en Ng Mui observeerde dit schouwspel aandachtig.
Dankzij deze gebeurtenis kreeg ze een idee om haar nieuwe vechtsysteem te ontwikkelen. Bij de beste Shaolin kungfu-systemen lag de nadruk op vastgelegde bewegingen en veel krachtgebruik, wat voor haar te gecompliceerd was - zeker gezien haar hoge leeftijd. Ze legde in haar nieuwe systeem de nadruk op de eenvoud van de bewegingen; daar waar de Shaolin-kungfu tientallen vormen of tao's had. Na onderzoek en verfijning kwam Ng Mui tot drie ‘open hand’-vormen en een houten poppenvorm.
In tegenstelling tot de uitgebreide en grote bewegingen van de 'Shaolin-kungfu', die verschillende 'sjieke' benamingen hadden, legde Ng Mui de nadruk op eenvoudige, snelle bewegingen, die niet tot doel hadden om als demonstratie te dienen. De bewegingen moesten enkel een puur praktisch doeleinde hebben, waarbij de benaming van de verschillende bewegingen ook eenvoudiger was. In plaats van technieken gebaseerd op kracht had ze een systeem dat de tegenstander moest verslaan door middel van een methode en soepelere bewegingen.
Ng Mui leerde Yim Yee en zijn dochter Yim Wing-chun kennen, toen ze in zijn winkel tofu kocht. De schoonheid van Yim Wing-chun viel al snel op, zodat een brute vechter om haar hand vroeg. Ze weigerde, waardoor ze al snel in de problemen geraakte. Ng Mui hoorde hiervan en besloot hen te helpen. Ze leerde Yim het systeem en ze versloeg de brute vechter. Voordat Ng Mui verder reisde, bracht ze Yim nog bij om een waardige opvolger voor haar systeem te vinden.
Yim Wing-chun trouwde met haar verloofde Leung Bok-chau. Hij was ook een kungfu-beoefenaar voor hij met haar trouwde. Het was door de verschillende malen dat zijn vrouw hem versloeg, dat hij respect kreeg voor haar vechtcapaciteiten. Hij leerde het systeem, en noemde het Wing Chun Kuen, ter nagedachtenis van diegene die het hem leerde. De Wing Chun Kuen werd verder aan verschillende mensen doorgegeven, waaronder Wong Wah-bo, tot het bij Leung Yee-taï kwam, een meester in de lange-stoktechniek. De twee wisselden hun technieken en principes uit, en na de dood van Wong Wah-bo werd Leung Yee-taï opvolger. Vanaf dan maakte de lange stok deel uit van de Wing Chun Kuen.
De bekendste wing chun-legende is ongetwijfeld die over Leung Jan. Talrijk zijn de verhalen die over deze persoon geschreven en verfilmd werden. Leung Jan was een bekende dokter uit Fatshan, een van de vier belangrijkste steden van de Kwantung-provincies in Zuid-China. Hij bezat ook een apotheek en was zeer bekend om zijn uitstekende beheersing van de geneeskunde. In zijn vrije tijd hield hij veel van de vechtkunsten. Hij was erg kieskeurig wat betreft het kiezen van zijn leermeester, en hield niet van de bestaande systemen met lange standen en harde technieken. Jaren van training waren voorbijgegaan vooraleer hij de juiste leraar vond en het juiste vechtsysteem. Zijn geluk kwam toen hij Leung Yee-taï leerde kennen en het wing chun-systeem leerde. Al snel werd hij zeer bekwaam in het wing chun en zijn bekendheid bracht hem vele uitdagingen. Talrijk waren deze gevechten zonder regels, de zogenaamde ‘Kong Sao’, wat letterlijk ‘de handen laten spreken’ betekent. Deze gevechten ontstonden tussen de verschillende kungfu-scholen, wanneer men de efficiëntie betwijfelde tussen de eigen kungfu of die van een ander. Slechts enkele experts of persoonlijke vrienden van de tegenstander mochten de gevechten bijwonen, er was geen scheidsrechter en geen bescherming. Leung Jan bleef ongeslagen tijdens deze uitdagingen op leven en dood, en hij kreeg de bijnaam van 'koning van het wing chun'.
Tot zijn leerlingen behoorden onder anderen Chan Wah-shun en zijn zoon, Leung Bik. Deze Chan Wah-shun werd de opvolger van Leung Jan.
Chan Wah-shun werd ook wel ‘Wah de geldwisselaar’ genoemd, omdat hij de eigenaar was van een winkel waar men geld kon wisselen. Hij besteedde zijn hele leven aan het perfectioneren van het Wing chun, en onderwees vele leerlingen. Onder zijn leerlingen was Ng Chung-so de ongelooflijkste leerling, die alles van hem leerde, en zijn assistent was tot het einde van zijn leven. In zijn latere levensjaren, voorbij de 70, nam Chan Wah-shun zijn laatste leerling aan, die op dat moment dertien jaar oud was, en die voorbestemd zou zijn om de onbetwiste opvolger van het wing chun–systeem te worden. Zijn naam: Yip Man. Chan Wah-shun gaf in zijn laatste levensjaren zijn beste leerling Ng Chung-so de opdracht om Yip Man zo goed mogelijk op te leiden. Na de dood van Chan Wah-shun kwam er een neerval in de ontwikkeling van het wing chun. China geraakte in een moeilijke periode, waardoor er geen enkele leraar de bedoeling had om het wing chun verder te ontwikkelen en zelfs door te geven. Deze taak leek volledig te rusten op de schouders van Yip Man.

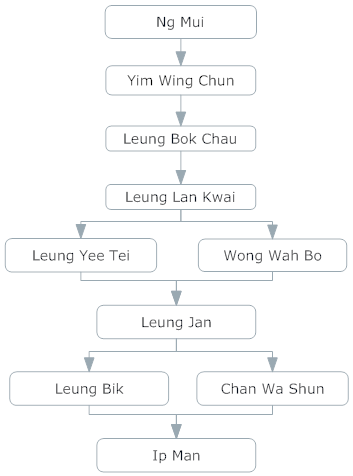
Stamboom Wing Chun t/m Yip Man

### Stamboom
Omdat wing chun alleen binnen families en clans werd beoefend is de lijn tot Yip Man redelijk duidelijk. Zoals in de geschiedenis staat beschreven begint wing chun met Ng Mui en gaat via Yim Wing-chun, Leung Bok-chau, Leung Lan-kwai, Leung Yee-tai en Wong Wah-boh naar Leung Jan. Leung Bik en Chan Wah-shun geven het vervolgens door aan Yip Man. Hij begint een school in Hongkong, waarna meerdere leerlingen wing chun over de wereld verspreiden. Zijn leerling Bruce Lee heeft hier bijvoorbeeld een groot aandeel in gehad voordat hij de nieuwe stijl Jeet Kune Do creëerde.

## Stromingen
Wing chun, wing tsun, ving tsun, wing tsjun, wing tchun of ving chun zijn verschillende benamingen voor een en dezelfde gevechtskunst. De verschillen in schrijfwijze zijn ontstaan door fonetische vertalingen van twee Chinese karakters naar het westerse schrift. In alle gevallen betekent het letterlijk 'eeuwige lente'.
Het verschil in schrijfstijl geeft wel grofweg de verschillende stromingen weer binnen het wing chun. In Nederland zijn er een paar belangrijke stromingen binnen het wing chun, elk met hun eigen associatie of federatie. De stromingen zijn afhankelijk van de leerling die wing chun naar Nederland en Vlaanderen heeft gebracht, zoals Sigung Wong Kiu (Joseph Wang Kiu), Wong Shun-leung en Leung Ting.

### Nederlandse Wing Chun Federatie (NWCF)
Deze federatie volgt het wing chun van Sigung J. Wong Kiu en diens opvolger Cheung Moon-yan (Sifu D. Wachtberger). Wong Kiu was een privéleerling van Yip Man. Hij is in 1974 door zijn eerste leerling, Chen Chiu, naar Nederland gehaald om les te geven aan de Chinese gemeenschap in Den Haag en heeft hiermee het wing chun in Nederland geïntroduceerd. In 2000 is Sifu D. Wachtberger door Sigung Wong Kiu tot zijn officiële opvolger benoemd. Hij is 'Beschermer van de stijl' geworden, dat betekent dat hij waakt over het voortzetten van de originele en complete stijl van de Sigung Wong Kiu stroming.
Sifu Wachtberger is een leerling die de complete wing chun-gevechtskunst van Sigung Wong Kiu zelf heeft geleerd en nog steeds in deze stroming les geeft.

### Associatie Wing-Chun Kung-Fu, Holland
Deze associatie volgde ook Wang Kiu (Wong Kiu). Zijn leerling Robert Vogel sr. is vervolgens in aanraking gekomen met Wong Shun-leung, die net als Wang Kiu een leerling was van Yip Man. Via Wong Shun-leung en zijn leerling Barry Lee is nu Robert Vogel Jr. hoofd van deze associatie. Wong Shun-leung en Barry Lee noemen het vechtsysteem ving tsun, maar uit respect voor Wang Kiu blijft deze associatie de naam wing chun gebruiken.

### Ving Tsun Kung Fu Association Europe (VTKFAE)
In 1983 begon Philip Bayer te trainen bij Wong Shun-leung (leerling van Yip Man) in Hong Kong. Hij heeft in 1990 de Ving Tsun Kung Fu Association Europe opgericht en geeft nog steeds les en seminars in heel Europa. De organisatie is aangesloten bij de Ving Tsun Atletic Association (Hong Kong). Nederland sloot zich bij de VTKFAE aan in 1995. De leraren die zich toen aansloten hadden echter al zo'n 20 jaar ervaring in het Ving Tsun van Wang Kiu bij de Associate Wing Chun Holland. Het ving tsun van Wong Shun-leung had echter een andere structuur en andere principes. Redenen genoeg om voor sommigen opnieuw onder aan de ladder te beginnen.
Ed Blom is een van de eersten die deze overstap maakt. Hij is in 1982 begonnen met trainen bij de Wing Chun Kung Fu Associatie Nederland. Omdat hij ´iets miste´ in het toenmalige systeem heeft hij tevens kick-, thaiboksen en aikido beoefend. In 1994 maakte hij kennis met Wong Shun-leung en Philipp Bayer. Dit maakte zoveel indruk op hem, dat hij in 1995 geheel en consequent naar dit systeem is overgestapt. Er was nu zeker geen sprake meer dat hij ´iets mist´. Dit Ving Tsun bleek voor hem werkelijk een totaalsysteem.

### United Ving Tsun Kung Fu Society
De UVTKFS is opgericht op 1 juli 2005 door Gert-Jan Ketelaar, uit zijn enthousiasme voor het Ving Tsun Kung Fu en als vervolg op zijn school in Hilversum, die al in 1981 was opgericht. Deze eerste ontwikkelingen waren voornamelijk gebaseerd op de kennis die was verkregen via Rob Vogel sr. en Wang Kiu. Via diverse leraren is Gert-Jan in 1992 in contact gekomen met Wong Shun-leung, een leraar die een grote bijdrage heeft geleverd aan de ontwikkeling, het voortbestaan en de wereldbekendheid van het Ving Tsun Kung Fu. Wong bracht Gert-Jan in contact met Philipp Bayer uit Duitsland, een van zijn meest talentvolle leerlingen. Daarop volgde een periode van intensieve training en samenwerking met Philipp Bayer die meer dan 10 jaar heeft voortgeduurd. Uiteindelijk richtte Gert-Jan in 2005 zijn eigen organisatie op, de UVTKFS. Daarbij onderhoudt hij nauw contact met diverse trainers wereldwijd van het Wong Shun Leung Ving Tsun, waarbij informatie wordt gedeeld met elkaar.

### Nederlandse WingTsun Organisatie (NWTO)
Een van Yip Mans laatste privaatleerlingen was Leung Ting. Hij is de grondlegger van het wing chun–systeem, verfijnde het, heeft het verder gemoderniseerd en maakte er zijn eigen systeem van. De Nederlandse WingTsun Organisatie is in 1986 opgericht. NWTO bevindt zich in Amsterdam met aan het hoofd Sifu Frank Schäfer (7e Master Grade) en Lady-Sifu Petra Schäfer (6e Master Grade). NWTO is onderdeel van EWTO (Europese WingTsun Organisatie), waar Sigung Keith Kernspecht (10e Master Grade) het hoofd is. Sigung Kernspecht zorgt ervoor dat wing chun blijft ontwikkelen zodat het ook in moderne tijden toepasbaar blijft.
Het Leung Ting Wing Chun Kung Fu is wereldwijd in meer dan 65 landen vertegenwoordigd, met meer dan 1 miljoen beoefenaars. Alleen al in europa zijn er al ruim 2.000 scholen. De naam "Leung Ting Wing Chun", "Wing Chun" en "WT" zijn gedeponeerde handelsmerken. De kwaliteit van het WT-onderwijs blijft onder andere hierdoor gewaarborgd.

### International Weng chun Kung Fu Association
Weng chun-kungfu wordt meestal beschouwd als 'voorvader' van wing chun en Hung Gar-kungfu en volgt een compleet andere voorgeschiedenis dan wing chun; het wordt daarom niet echt meer als stroming van het wing chun gezien. Wing chun en weng chun hebben desalniettemin hun oorsprong in hetzelfde gebied en de betekenis van de twee namen exact hetzelfde betekent (eeuwige lente). In de twee stijlen zijn ook dezelfde invloeden terug te zien.
Andreas Hoffmann staat aan het hoofd van deze internationale associatie. In Nederland valt het onder de Martial Arts Academy Amsterdam.

## Techniek
Wing chun gebruikt het gehele lichaam als wapen. Het wordt gezien als een zeer economisch, omdat er wordt gezocht naar een zo groot mogelijk effect met minimale inzet. Een belangrijke principe is het centerlijnprincipe, waarbij een zo kort mogelijk afstand naar de tegenstander wordt gezocht. Tevens wordt er gebruik gemaakt van een gelijktijdige aanval en verdediging.

### De basisprincipes van wing chun
De effectiviteit van het wing chun–systeem ligt onder andere in het kennen en het kunnen toepassen van enkele basisprincipes. Het wing chun werkt met vier basisprincipes.
1. Als de weg vrij is, stoot door: Als de tegenstander de vuisten of wapens niet tegenhoudt wordt er verder aangevallen.
2. Als de weg niet vrij is, blijf kleven: Als de tegenstander de armen blokkeert, of op de één of andere manier tegenhoudt, worden de armen niet teruggetrokken, maar wordt er met een blijvende druk naar de tegenstander toegewerkt.
3. Geef mee: Als de tegenstander een druk in een bepaalde richting geeft, heeft dit een vervorming van de armen tot gevolg. Er wordt niet tegen de druk ingewerkt.
4. Als de tegenstander zich terugtrekt, volg hem: Doordat er continu een druk naar voren wordt gegeven, en de tegenstander laat een gaatje in zijn verdediging, schiet de arm door deze opening naar voor.

### De vier krachtprincipes van wing chun
1. Bevrijd jezelf van je eigen kracht: Bij elke techniek die de beoefenaar uitvoert, moeten deze proberen zo ontspannen mogelijk te zijn, zonder evenwel druk te verliezen. Ze moeten ontspannen kunnen bewegen om te kunnen anticiperen op de acties van de tegenstander. Wanneer ze te gespannen zijn, fungeert die spanning als een rem op het reactievermogen.
2. Bevrijd jezelf van de kracht van de tegenstander: Wanneer de tegenstander kracht gebruikt, gebruik dan geen tegenkracht, maar leid zijn kracht af. Men mag eigenlijk nooit de kracht van de tegenstander voelen.
3. Gebruik de kracht van de tegenstander tegen zichzelf: Maak gebruik van de kracht die je tegenstander tegen jou gebruikt. Als de tegenstander je naar zich toetrekt, gebruik dan die energie als deel van jouw aanval.
4. Voeg er eigen kracht aan toe: Wanneer men aan het voorgaande nog eens je eigen kracht toevoegt, zorgt dit voor maximumeffect.

### De vijf afstanden van een gevecht
In een echte situatie waarin men zichzelf moet verdedigen, bestaan geen scheidsrechterlijke regels die de uitkomst van het gevecht kunnen veranderen of beïnvloeden.
Tijdens de wing chun-training proberen de beoefenaars zo veel mogelijk echte situaties na te bootsen en zo veel mogelijk te trainen op mogelijke oplossingen. Door rekening te houden met de vijf afstanden binnen een gevecht wordt geprobeerd zo efficiënt en zo realistisch mogelijk de technieken in te trainen.
In elk van onderstaande beschreven afstanden kunnen de wing chun-principes toegepast worden. Deze afstanden zijn:
1. De trapafstand (vechten met de voeten)
2. De vuiststoot-afstand (vechten met de handen)
3. De knie-elleboog-kopstoot-afstand
4. De worpafstand (vasthouden, worstelen)
5. Het grondgevecht-afstand

## Familiesysteem
In traditionele Chinese gevechtssporten worden er titels gegeven volgens een familiestructuur. M.a.w. de verschillende benamingen voor gradaties worden niet gegeven op basis van uw kennis of kunnen, maar wel op basis van chronologische aansluiting bij de school.
Voorbeeld: uw lesgever is uw vader in het systeem en je zal hem/haar dan ook aanspreken met Si-Fu. Uw oudere broer (ongeacht ouderdom of kennisachtergrond) is die persoon die voor jou is aangesloten bij de school en je zal hem/haar dan aanspreken met Si-Hing.
Zo zijn er dan ook nog (zoals in een echte familiekring) nonkels, grootvaders, broers enzovoort.
Ook zoals in het echte leven, gaat men ervan uit dat je maar één Si-Fu hebt. Maar in Martial Arts is het wel zo dat je in een andere vorm of andere stijl wel telkens een andere Si-Fu kan hebben omdat één stijl of vorm wordt gezien als één familielijn.
De rest van de familie wordt hieronder weergegeven:
- Si-Jo: Si-Fu van uw Si-Gung. Een voorvader in het systeem.
- Si Tai Gung: Si-Fu van uw Si-Jo. Uw overgrootvader
- Dai Si-Fu: de oudste Si-Fu van de organisatie - school.
- Si-Gung: uw grootvader
- Si-Fu: uw vader
- Si-Mo: de vrouw van uw Si-Fu
- Si-Bak: uw nonkel/oom (de Si-Hing van uw Si-Fu)
- Si-Suk: uw nonkel/oom (de Si-Dai van uw Si-Fu)
- Si-Hing: uw oudere broer (voor u aangesloten in de school)
- Si-Je: uw oudere zus (voor u aangesloten in de school)
- Si-Dai: uw jongere broer (na u aangesloten in de school)
- Si-Mui: uw jongere zus (na u aangesloten in de school)
- To-Dai: leerling